# Qadr
Qadr (arabiska: قدر; skrivs ibland även qadar) är arabiska och betyder predestination eller förutbestämt och är ett islamiskt begrepp som avser huruvida människan har en egen fri vilja eller om hennes liv är förutbestämt av Gud. Detta var en källa till teologiska spörsmål och dispyter under tidig islam. 
Somliga menar att muslimer har fri vilja under de förutsättningar som Gud skapar, exempel är att vi kan välja om vi vill äta men hungern är en medfödd förutsättning. Guds vilja sker och även universum råder under kausala förutsättningar som vi därefter kan välja att utforska.
Det har återberättats från den fjärde kalifen Ali ibn Abi Talib att han svarat på en fråga gällande förutbestämmelse, att angelägenheten är mellan två angelägenheter; det finns inte absolut tvång (absolut predestination; jabr; total avsaknad av fri vilja) och inte heller absolut fri vilja (tafwid).